# Nancy-sur-Cluses
Nancy-sur-Cluses ist eine französische Gemeinde im Département Haute-Savoie in der Region Auvergne-Rhône-Alpes.

## Geographie
Nancy-sur-Cluses liegt auf 934 m, südlich von Cluses, etwa 37 Kilometer südöstlich der Stadt Genf (Luftlinie). Das Bergdorf erstreckt sich auf einer Geländeterrasse über dem Durchbruchstal der Arve, in den nordöstlichen Bornes-Alpen (Teil der Savoyer Alpen), im Faucigny.
Die Fläche des 14,22 km² großen Gemeindegebiets umfasst einen Abschnitt der Bornes-Alpen. Die nördliche Grenze verläuft an den felsigen Hängen im Bereich der Engstelle von Cluses unterhalb des Dorfes. Von hier erstreckt sich das Gemeindeareal südwärts über die Geländeterrasse von Nancy und den Sattel von Romme bis auf die angrenzenden Berggipfel der Tête de la Sallaz (2020 m) und der Tête des Muets (2078 m), welche den Talkessel von Le Reposoir vom oberen Arvetal trennen. Die höchste Erhebung von Nancy-sur-Cluses wird mit 2183 m unterhalb der Pointe d’Areu erreicht, die zur Chaîne des Aravis zählt.
Zu Nancy-sur-Cluses gehören die Dörfer La Frasse (940 m) auf einer Geländeterrasse über dem Arvetal, Romme (1297 m) auf einem Übergang ins Vallée du Reposoir, die Weiler Cusson (880 m) und Les Chavannes (1200 m) sowie einige Gehöfte. Nachbargemeinden von Nancy-sur-Cluses sind Cluses im Norden, Magland im Osten sowie Le Reposoir und Scionzier im Westen.

## Sehenswürdigkeiten
Die barocke Dorfkirche wurde im 18. Jahrhundert errichtet. In Romme und La Frasse befinden sich Kapellen.

## Bevölkerung
| Jahr                       | 1962 | 1968 | 1975 | 1982 | 1990 | 1999 |
| Einwohner                  | 256  | 241  | 228  | 233  | 304  | 357  |
| Quellen: Cassini und INSEE |      |      |      |      |      |      |

Mit 466 Einwohnern (Stand 1. Januar 2022) gehört Nancy-sur-Cluses zu den kleinen Gemeinden des Département Haute-Savoie. Im Verlauf des 19. und 20. Jahrhunderts nahm die Einwohnerzahl aufgrund starker Abwanderung kontinuierlich ab (1861 wurden in Nancy-sur-Cluses noch 399 Einwohner gezählt). Seit Beginn der 1980er Jahre wurde dank der schönen Wohnlage jedoch wieder eine Bevölkerungszunahme verzeichnet.

## Wirtschaft und Infrastruktur
Nancy-sur-Cluses war bis weit ins 20. Jahrhundert hinein ein vorwiegend durch die Land- und Alpwirtschaft geprägtes Dorf. Heute gibt es verschiedene Betriebe des Kleingewerbes. Viele Erwerbstätige sind Wegpendler, die in den größeren Ortschaften der Umgebung, vor allem in Cluses, ihrer Arbeit nachgehen. In den letzten Jahrzehnten hat sich Nancy-sur-Cluses auch zu einem Ferienort und Naherholungsziel entwickelt.
Die Ortschaft ist verkehrsmäßig recht gut erschlossen. Nancy-sur-Cluses ist von Cluses leicht erreichbar. Eine weitere Straßenverbindung besteht mit Le Reposoir. Der nächste Anschluss an die Autobahn A40 befindet sich in einer Entfernung von rund acht km.